# Andrieșeni
Andrieșeni è un comune della Romania di 4 420 abitanti, ubicato nel distretto di Iași, nella regione storica della Moldavia.
Il comune è formato dall'unione di 7 villaggi: Andrieșeni, Buhăeni, Drăgănești, Fântânele, Glăvănești, Iepureni, Spineni.